# Micrometástasis
Una micrometástasis es un pequeño conjunto de células cancerosas que se ha desprendido del tumor original y se ha extendido a otra parte del cuerpo a través del sistema linfovascular. Las micrometástasis son demasiado pequeñas en tamaño y cantidad para ser detectadas en una prueba de cribado o diagnóstico, y, por lo tanto, no pueden verse con pruebas de imagen como una mamografía, resonancia magnética (RMN), ecografía, tomografía por emisión de positrones (PET) o tomografía computarizada (TC o TAC). Estas células cancerosas migrantes pueden agruparse para formar un segundo tumor, que es tan pequeño que sólo puede verse al microscopio. Aproximadamente el 90 por ciento de las personas que mueren de cáncer lo hacen por complicaciones metastásicas, ya que estas células son muy difíciles de detectar. Es importante que estas células cancerosas sean tratadas inmediatamente después de su descubrimiento, con el fin de prevenir la recaída (rebrote del cáncer) y la probable muerte del paciente.

## Detección de células micrometastásicas
La mayor preocupación con las micrometástasis es que la única forma de determinar si están presentes en el tejido distante es extraer células del lugar donde se encuentran y observar cortes del tejido bajo el microscopio. El procedimiento típico de biopsia implica la tinción con hematoxilina y eosina (H&E), y la tinción de marcadores específicos que corresponden al tipo de tumor concreto. Aunque los cirujanos pueden extirpar partes de un solo ganglio linfático del cuerpo para realizar un cribado, es imposible extirpar todos los ganglios linfáticos y otros órganos (pulmones, hígado, huesos, etc.) para buscar la diseminación. Los médicos deben asumir que las células tumorales probablemente se han diseminado a otras regiones del cuerpo si hay micrometástasis presentes en uno de los ganglios linfáticos. La presencia o ausencia de micrometástasis es crucial para elegir la opción de tratamiento adecuada para los pacientes con cáncer.[cita requerida]
La detección de micrometástasis en los ganglios linfáticos centinela (GLC) es el principal indicador de su propagación a los ganglios linfáticos regionales, médula ósea, sangre periférica y, en última instancia, a sitios metastásicos distantes, ya que son los primeros ganglios a los que viajaría el cáncer.  Este concepto se aplica al melanoma, al cáncer de mama y a otros tumores sólidos, como el colorrectal, el esofágico, el de estómago, el de pulmón, el de cabeza y cuello, el vulvar y el de pene.  Por lo tanto, la presencia de estas células en los ganglios centinela puede ayudar a hacer predicciones con respecto al diagnóstico y pronóstico médico del paciente. Por ejemplo, se ha observado que el pronóstico de las mujeres que presentan micrometástasis en el ganglio linfático centinela es peor que el de las mujeres que no tienen ninguna evidencia de tumor en estos ganglios linfáticos. Lo mismo se aplica a las pacientes con melanoma y el resto de cánceres de tumores sólidos.[cita requerida]
Antes de que las micrometástasis colonicen en un lugar distante, las células tumorales pueden encontrarse en la médula ósea o en la sangre periférica. Las células tumorales que se encuentran en la médula ósea se conocen como células tumorales diseminadas (CTD), y las que se encuentran en la sangre periférica se conocen como células tumorales circulantes (CTC). Estas células han abandonado con éxito el microambiente del tumor primario y los ganglios locales GLC, y son capaces de sobrevivir en un entorno no nativo, lo que las hace más agresivas.

## Tratamiento de las micrometástasis
En pacientes con cáncer de mama, si hay micrometástasis en los GLC, la extirpación de estos ganglios suele ser el siguiente paso del tratamiento. La disección de los Ganglios linfáticos axilares consiste en la extirpación de los ganglios de la axila. Dependiendo de la progresión de las células, el cirujano determinará el nivel de disección necesario. El nivel uno es el menos invasivo, ya que implica solo la extirpación del tejido alrededor de la vena axilar, mientras que el nivel tres es el más agresivo, ya que extirpa todo el tejido ganglionar de la axila. Puede ser necesario extirpar otros ganglios linfáticos además del SLN. Cada mujer tiene un número diferente de ganglios linfáticos en su cuerpo, por lo que determinar cuántos ganglios extirpar se basa en la ubicación, más que en el número. Los ganglios linfáticos sirven como sistema de filtración para el sistema linfático, por lo que es importante preservar tantos como sea posible, al tiempo que se libera al cuerpo de todas las células cancerosas.[cita requerida]
Para eliminar las micrometástasis que no están cerca de los ganglios linfáticos y se han desplazado a regiones distantes del cuerpo, son necesarias la quimioterapia y la radioterapia. Sin embargo, dado que la mayoría de las células tumorales micrometastásicas se encuentran en la fase G0 no proliferativa, las quimioterapias citotóxicas estándar pueden no ser tan útiles. Por lo tanto, la quimioterapia adyuvante y la radioterapia adyuvante son más eficaces para eliminar las micrometástasis, ya que se dirigen a células en división y quiescentes{. Las terapias adyuvantes se administran tras la extirpación de los ganglios linfáticos. La importancia de estas terapias es servir como método de "limpieza" de aquellas células que han migrado a otro lugar desde el tumor primario. Los investigadores aún se preguntan si este método de tratamiento para librar al organismo de este pequeño grupo de células que pueden o no progresar merece la pena por los efectos secundarios que conlleva. Entre los efectos secundarios se incluyen fatiga, caída del cabello, náuseas o vómitos. Además, las terapias adyuvantes no siempre producen la curación y no benefician a todos los pacientes.[cita requerida]